# Годиве
 Тази статия е за охридското село.  За прилепското вижте Годивле.  
Годиве или Годивие (среща се и днес неправилното изписване Годивье, на македонска литературна норма: Годивје), е село в община Дебърца на Северна Македония.

## География
Селото е в Горна Дебърца, част от котловината Дебърца между Илинската планина от изток и Славей планина от запад.

## История
На половин километър западно от Годиве, в Славей планина, са руините от античната и средновековна крепост Кула.
Основна забележителност на Годиве е църквата „Свети Георги“ от XV век. В местността Турмени Гуменя, при изграждането на основното училище са открити останки от църква и стари гробове.
На 1,5 km километра източно от селото, на заравнено плато до пътя Охрид – Кичево са останките от манастира „Свети Вартоломей“.
В XIX век Годиве е българско село в нахия Дебърца на Охридската каза на Османската империя. В „Етнография на вилаетите Адрианопол, Монастир и Салоника“, издадена в Константинопол в 1878 година и отразяваща статистиката на населението от 1873 година Годивие (Godivié) е посочено като село с 80 домакинства с 225 жители българи.
Според Васил Кънчов в 90-те години Гадиве има 60 къщи. Според статистиката му („Македония. Етнография и статистика“) от 1900 година Годиве е населявано от 550 жители, всички българи християни.
На Етнографската карта на Битолския вилает на Картографския институт в София от 1901 година Годивле е чисто българско село в Охридската каза на Битолския санджак с 86 къщи.
При избухването на Балканската война в 1912 година осем души от Годиве са доброволци в Македоно-одринското опълчение.
В началото на XX век цялото население на селото е под върховенството на Българската екзархия. По данни на секретаря на екзархията Димитър Мишев („La Macédoine et sa Population Chrétienne“) в 1905 година в Годивле има 576 българи екзархисти.
В XX век от западната страна на средновековната църква „Свети Георги“ е построен нов храм, в който има стари икони. В 1997 година започва строежа на нов храм „Свети Никола“ в центъра на селото на старо култово място. Изписан е в 2000 година от Круме Петрески от село Козица, Кичевско.
Според преброяването от 2002 година селото има 92 жители македонци.
| Националност | Всичко |
| македонци    | 92     |
| албанци      | 0      |
| турци        | 0      |
| роми         | 0      |
| власи        | 0      |
| сърби        | 0      |
| бошняци      | 0      |
| други        | 0      |

Манастирът „Свети Спас“ е изграден на около 500 m северно от селото на мястото на по-стар култов обект.

## Личности
Родени в Годиве
- Ангеле Попов, български революционер от ВМОРО[11]
- Бимбил Йонов Ангелев, български революционер от ВМОРО[12]
- Бимбил Змейков, български революционер от ВМОРО, четник на Деян Димитров[13]
- Бимбил Проданов, български революционер от ВМОРО[11]
- Георги Мойсов Котев, български революционер от ВМОРО[14]
- Деян Йованов Станков, български революционер от ВМОРО[15]
- Илия Диме, арестуван през септември 1903 година, обвинен в „присъединяване към българските разбойници“, осъден на 5 години каторга, заточен в Диарбекир, амнистиран с общата амнистия от 12 април 1904 година[16]
- Илия Попагьов, български революционер от ВМОРО[11]
- Йованче Ристе, свещеник, арестуван през септември 1903 година, обвинен в „присъединяване към българските разбойници“, осъден на 10 години каторга, заточен в Диарбекир, амнистиран с общата амнистия от 12 април 1904 година[17]
- Йонче Филипов, български революционер от ВМОРО[18]
- Йордан Иванов, български революционер от ВМОРО, четник на Петър Георгиев[19]
- Йордан Йовчев, български военен и революционер, охридски войвода на ВМОРО
- Коста Христов (? – 1903), български революционер от ВМОРО
- Лазар Ангеле, арестуван през септември 1903 година, обвинен в „присъединяване към българските разбойници“, осъден на 5 години каторга, заточен в Диарбекир, амнистиран с общата амнистия от 12 април 1904 година[20]
- Милка Деспотова, българска революционерка от ВМОРО[21]
- Менка Настова, българска революционерка от ВМОРО[22]
- Наста Лазарова Петрева, българска революционерка от ВМОРО[11]
- Наум Митре, арестуван през септември 1903 година, обвинен в „присъединяване към българските разбойници“, осъден на 5 години каторга, заточен в Диарбекир, амнистиран с общата амнистия от 12 април 1904 година[16]
- Нове Ангеле, арестуван през септември 1903 година, обвинен в „присъединяване към българските разбойници“, осъден на 5 години каторга, заточен в Диарбекир, амнистиран с общата амнистия от 12 април 1904 година[16]
- Серавил Мойсов Гундалев, български революционер от ВМОРО[21]
- Силян Аврамов, български революционер от ВМОРО[12]
- Смиле Наумовски (р. 1951), северномакедонски писател
- Смиле Наумов Николов, български революционер от ВМОРО[22]
- Спасе Новев Ангелев, български революционер от ВМОРО[12]
- Трайче Наум, арестуван през септември 1903 година, обвинен в „присъединяване към българските разбойници“, осъден на 5 години каторга, заточен в Диарбекир, амнистиран с общата амнистия от 12 април 1904 година[23]
- Христо Христов Гурчинов, български революционер от ВМОРО[21]
- Христо Якимов Попагьов, български революционер от ВМОРО[11]
- Шбане Ристе, арестуван през септември 1903 година, обвинен в „присъединяване към българските разбойници“, осъден на 5 години каторга, заточен в Диарбекир, амнистиран с общата амнистия от 12 април 1904 година[16]
- Яким Димов, български революционер от ВМОРО, четник на Деян Димитров[13]

Свързани с Годиве
- Георги Николов, историк, председател на Македонския научен институт